# Bernd Meinunger
Bernd Meinunger, född 30 september 1944 i Meiningen, är en tysk låtskrivare och textförfattare som ofta arbetar tillsammans med Ralph Siegel. Flera av Siegel och Meinungers låtar har representerat Tyskland i Eurovision Song Contest. Under pseudonymen John O'Flyn är han tillsammans med David Brandes också en av de ansvariga för eurodancegrupper som E-Rotic och Missing Heart.

## Urval av låtar
- "Dschinghis Khan (med Ralph Siegel)
- "Theater (musik av Ralph Siegel, text av Bernd Meinunger)
- "Johnny Blue" (musik av Ralph Siegel, text av Bernd Meinunger)
- "Ein bißchen Frieden" (musik av Ralph Siegel, text av Bernd Meinunger)
- "Träume sind für alle da" (musik av Ralph Siegel, text av Bernd Meinunger)
- "I Can't Live Without Music" (musik av Ralph Siegel, text av Bernd Meinunger)
- "Laß die Sonne in dein Herz" (musik av Ralph Siegel, text av Bernd Meinunger)
- "Lied für einen Freund" (musik av Ralph Siegel, text av Bernd Meinunger)
- "Wir geben 'ne Party" (musik av Ralph Siegel, text av Bernd Meinunger)
- "Zeit" (musik av Ralph Siegel, text av Bernd Meinunger)
- "Reise nach Jerusalem - Kudüs'e seyahat" (musik av Ralph Siegel, text av Bernd Meinunger)
- "Cool vibes" (musik av David Brandes, text av Bernd Meinunger under pseudonymen John O'Flynn)
- "Run and hide" (musik av David Brandes, text av Bernd Meinunger under pseudonymen John O'Flynn)
- "If we all give a little" (musik av Ralph Siegel, text av Bernd Meinunger)
- "Just get out of my life" (musik av Ralph Siegel, text av Bernd Meinunger)